# Ein Warideh
Ein Warideh (tiếng Ả Rập: عين وريدة) là một ngôi làng Syria nằm ở Al-Suqaylabiyah Nahiyah ở huyện Al-Suqaylabiyah, Hama. Theo Cục Thống kê Trung ương Syria (CBS), Ein Warideh có dân số 468 người trong cuộc điều tra dân số năm 2004.